# Aphanius anatoliae
Aphanius anatoliae é uma espécie de peixe da família Cyprinodontidae.
É endémica da Turquia.
Os seus habitat naturais são: rios, lagos de água doce e nascentes de água doce.
Está ameaçada por perda de habitat.